# Ondřej Kopta
Ondřej Kopta (* 17. dubna 1995, Plzeň) je český lední hokejista hrající na postu levého křídla a bývalý mládežnický reprezentant, od května 2017 nastupující za Slavii Praha, kde je na hostování se zpětnými střídavými starty z Mountfieldu HK. Mimo Česko působil na klubové úrovni v USA a Kanadě.

## Hráčská kariéra
Svoji hokejovou kariéru začal v týmu HC Škoda Plzeň, kde působil od žáků až po starší dorost. Před sezonou 2011/12 odešel do zámoří a hrál v NAHL za americké mužstvo Texas Tornado, se kterým získal ligový titul. Následně působil v kanadském klubu Niagara IceDogs působícím v OHL. V roce 2013 se vrátil do Plzně, kde nastupoval v dresu juniorky. V červenci 2014 posílil extraligový tým Mountfield HK z Hradce Králové, se kterým podepsal víceletou smlouvu. V ročníku 2014/15 pomohl mužstvu k postupu do juniorské nejvyšší soutěže a zároveň si za něj připsal i několik startů za "áčko" v extralize. Kvůli většímu hernímu vytížení rovněž nastupoval za prvoligové celky HC Havlíčkův Brod a HC Stadion Litoměřice. V sezoně 2016/17 s královéhradeckým klubem poprvé v jeho historii postoupil v nejvyšší seniorské soutěži do semifinále play-off, kde byl tým vyřazen pozdějším mistrem – Kometou Brno v poměru 2:4 na zápasy, ale Kopta společně se spoluhráči a trenéry získal bronzovou medaili. V květnu 2017 zamířil společně s Lukášem Nedvídkem do Slavie Praha, kam odešel z Hradce na hostování se zpětnými střídavými starty.

## Klubové statistiky
| Sezona    | Klub                  | Soutěž          | Základní část | Základní část | Základní část | Základní část | Základní část | Play off | Play off | Play off | Play off | Play off |
| Sezona    | Klub                  | Soutěž          | Z             | G             | A             | B             | TM            | Z        | G        | A        | B        | TM       |
| --------- | --------------------- | --------------- | ------------- | ------------- | ------------- | ------------- | ------------- | -------- | -------- | -------- | -------- | -------- |
| 2011/2012 | Texas Tornado         | 0000 NAHL       | 41            | 07            | 01            | 08            | 40            | —        | —        | —        | —        | —        |
| 2012/2013 | Niagara IceDogs       | 0000 OHL        | 51            | 03            | 08            | 11            | 28            | 01       | 0        | 0        | 0        | 05       |
| 2013/2014 | HC Škoda Plzeň        | 00 ČELH-20      | 36            | 17            | 18            | 35            | 55            | 08       | 06       | 03       | 09       | 24       |
| 2014/2015 | Mountfield HK         | Česká extraliga | 26            | 0             | 01            | 01            | 22            | 04       | 0        | 02       | 02       | 0        |
|           | HC Havlíčkův Brod     | 0 1. česká liga | 04            | 0             | 0             | 0             | 02            | —        | —        | —        | —        | —        |
| 2015/2016 | HC Stadion Litoměřice | 0 1. česká liga | 37            | 10            | 13            | 23            | 76            | 03       | 0        | 0        | 0        | 08       |
|           | Mountfield HK         | Česká extraliga | 21            | 0             | 0             | 0             | 10            | —        | —        | —        | —        | —        |
| 2016/2017 | HC Stadion Litoměřice | 0 1. česká liga | 37            | 09            | 10            | 19            | 65            | —        | —        | —        | —        | —        |
|           | Mountfield HK         | Česká extraliga | 11            | 0             | 0             | 0             | 02            | 05       | 0        | 0        | 0        | 02       |
| 2017/2018 | HC Slavia Praha       | 0 1. česká liga |               |               |               |               |               |          |          |          |          |          |

## Reprezentační kariéra
Ondřej Kopta je bývalý český mládežnický reprezentant, nastupoval za výběry do 16, 19 a 20 let.